# Adriana Elini-Xhajanka
Adriana Elini-Xhajanka (ur. 3 kwietnia 1937 w Tiranie, zm. 1994) – albańska reżyserka. Jeden z jej filmów był oceniany na Międzynarodowym Festiwalu Filmowym w Kairze.

## Życiorys
Ukończyła studia na Państwowym Uniwersytecie Tirany, współpracowała następnie z Kinostudiem Shqipëria e Re.

## Wybrana filmografia[1]
- Arti i lashtë, mjeshtra të rinj
- Dritë në Koman
- Fanfarat e të vegjëlve
- Furrënalta
- Me ndërtuesit e Muzeut Historik Kombëtar
- Mjeshtri dhe nxënësi e tij
- Horizonte të hapura (1968; montaż)